# Listă de ființe legendare în mitologia nordică
Aceasta este o listă de ființe fabuloase din mitologia nordică.

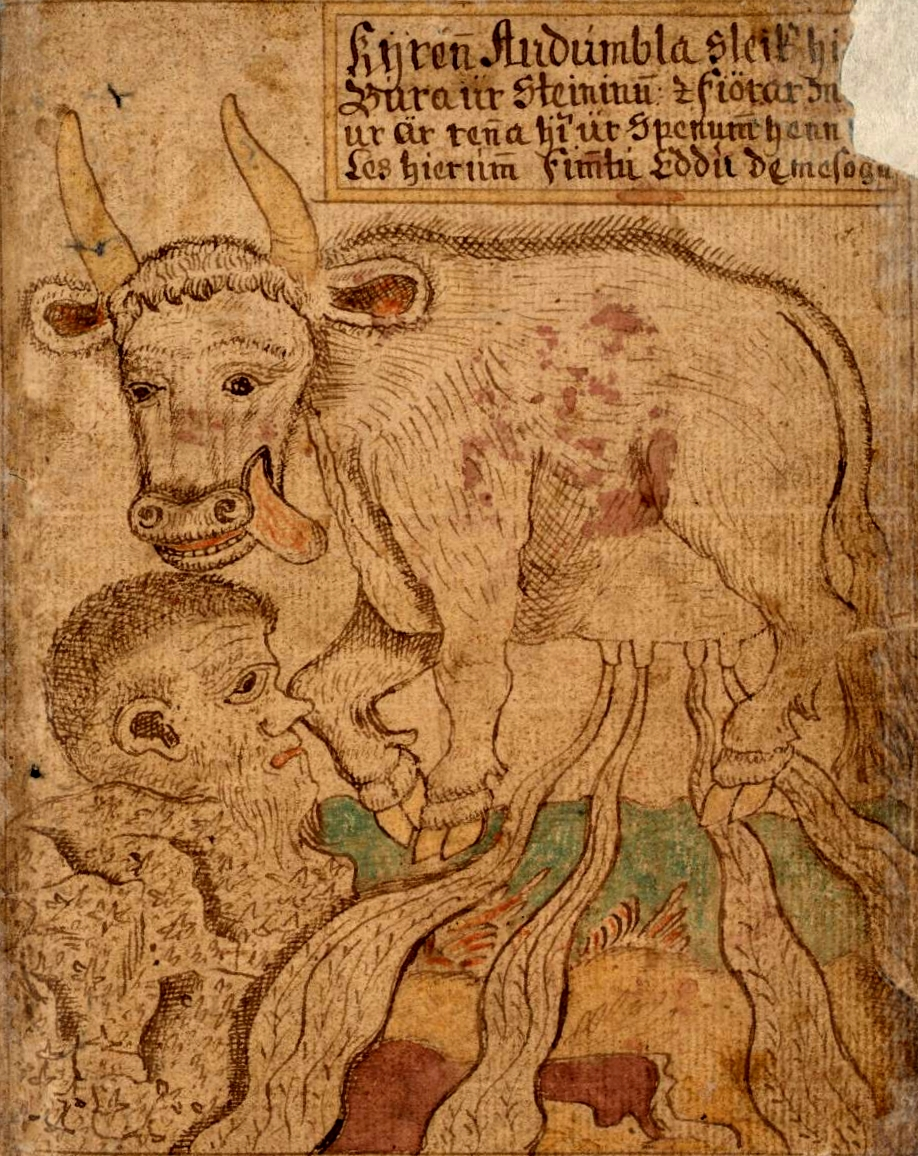
Audumbla

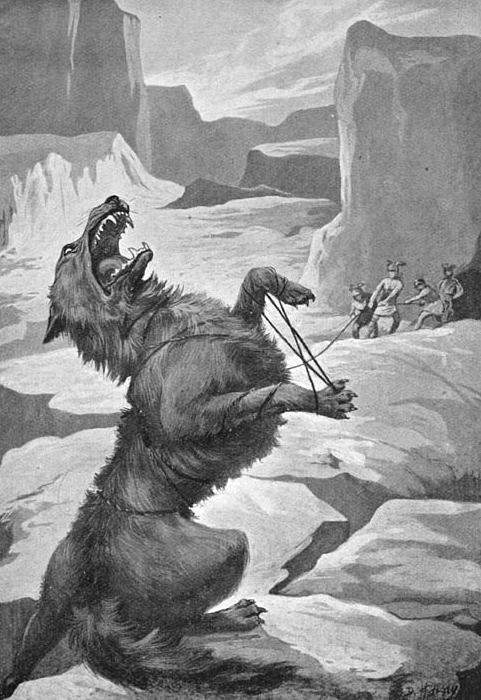
Fenris

- Audumbla
- Berserker
- Fenris sau Fenrir
- Jormungand sau Iormungandur
- Hugin și Munin
- Sköll și Hati Hróðvitnisson
- Nixes
- Kraken
- Elf
- Trol
- Nidhogg
- Orc
- Gnom
- Ratatosk
- Vedrfolnir
- Walkirie
- Ymir